# ادرسون برونو دومینگوئز
ادرسون برونو دومینگوئز (به پرتغالی: Ederson Bruno Domingos) مهاجم اهل برزیل است که در شهر برزیل و در تاریخ ۲۱ اوت ۱۹۸۹ به دنیا آمده‌است.
ادرسون برونو دومینگوئز در تیم‌های فوتبال Yokohama F.C. سابقهٔ حضور دارد.